# 摩阿姫
摩阿姫（まあひめ、元亀3年（1572年） - 慶長10年10月13日 （1605年11月23日））は、安土桃山時代から江戸時代初期の女性。名は摩阿、阿茶とも。通称は加賀殿（かがどの）。かゞ様。のち聚楽第に住み、聚楽天主と呼ばれた。はじめ豊臣秀吉の側室になり、秀吉の死後、万里小路充房の側室となる。

## 来歴
元亀3年（1572年）、生まれる。前田利家の三女。母は芳春院（側室の子ともいわれている）。
天正10年（1582年）、11歳で柴田勝家の家臣・佐久間十蔵と婚約し、北ノ庄城に入る。ところが翌年の賤ヶ岳の戦いで柴田勝家は秀吉に敗れ、十蔵も自害してしまう。女中のあちゃこが機転をきかせて城外から連れ出し、前田家に戻った（『村井重頼覚書』）。
天正13年（1585年）閏8月、秀吉は越中の佐々成政を成敗し、凱旋して金沢城に立ち寄り、前田利家の歓待を受けた。この時に14歳であった摩阿は秀吉に伴われて大坂におもむき秀吉の側室になったとされるが、実際に上洛したのは天正14年の春頃とも指摘されている。彼女は体が弱く、有馬温泉に湯治に出かけたこともある。文禄元年12月26日の秀吉直筆消息が「加賀殿」の呼称の初見であり、あて書きに「かゝ殿」としている。
文禄3年（1594年）伏見城が竣工されると、伏見の城内に新築された前田邸に預けられた。父親の邸宅に居を構えたことは、他の側室には例をみないことであり、これは秀吉が摩阿との逢瀬を楽しみながら利家と密談できることを意味しており政治的な意味があった。
慶長3年（1598年）3月に秀吉が催した醍醐の花見では5番目の輿にその名が見え、一首「あかず見む幾春ごとに咲きそふる 深雪の山の花のさかりを」と詠んでいる。この後、秀吉の存命中に側室を辞めた。
その後は権大納言・万里小路充房の側室となって男子を産むが、のち充房とは故あって離縁し、息子を連れて金沢に戻った。
慶長10年（1605年）10月13日、死去した。34歳。祥雲院隆室宗盛、祥雲院殿隆室宗盛大禅定尼。墓所は大徳寺芳春院（現・京都市北区）。
息子は長じて前田利忠と称し、前田利長に召しだされ高岡で奉仕、のちに前田利常から5千石を賜った。日向守を称した利忠は寛永13年（1636年）に死去、実子はなく養子が継いだものの2代で無嗣断絶となった。

## 登場作品

### テレビドラマ
- NHK大河ドラマ「おんな太閤記」 まあ - 石井めぐみ
- NHK大河ドラマ「利家とまつ〜加賀百万石物語〜」 麻阿 - 佐藤藍子 （幼少時：柳沢なな）
- 日本テレビ水曜グランドロマン「女たちの百万石」麻阿姫  - 榊原郁恵